# 國立歷史博物館

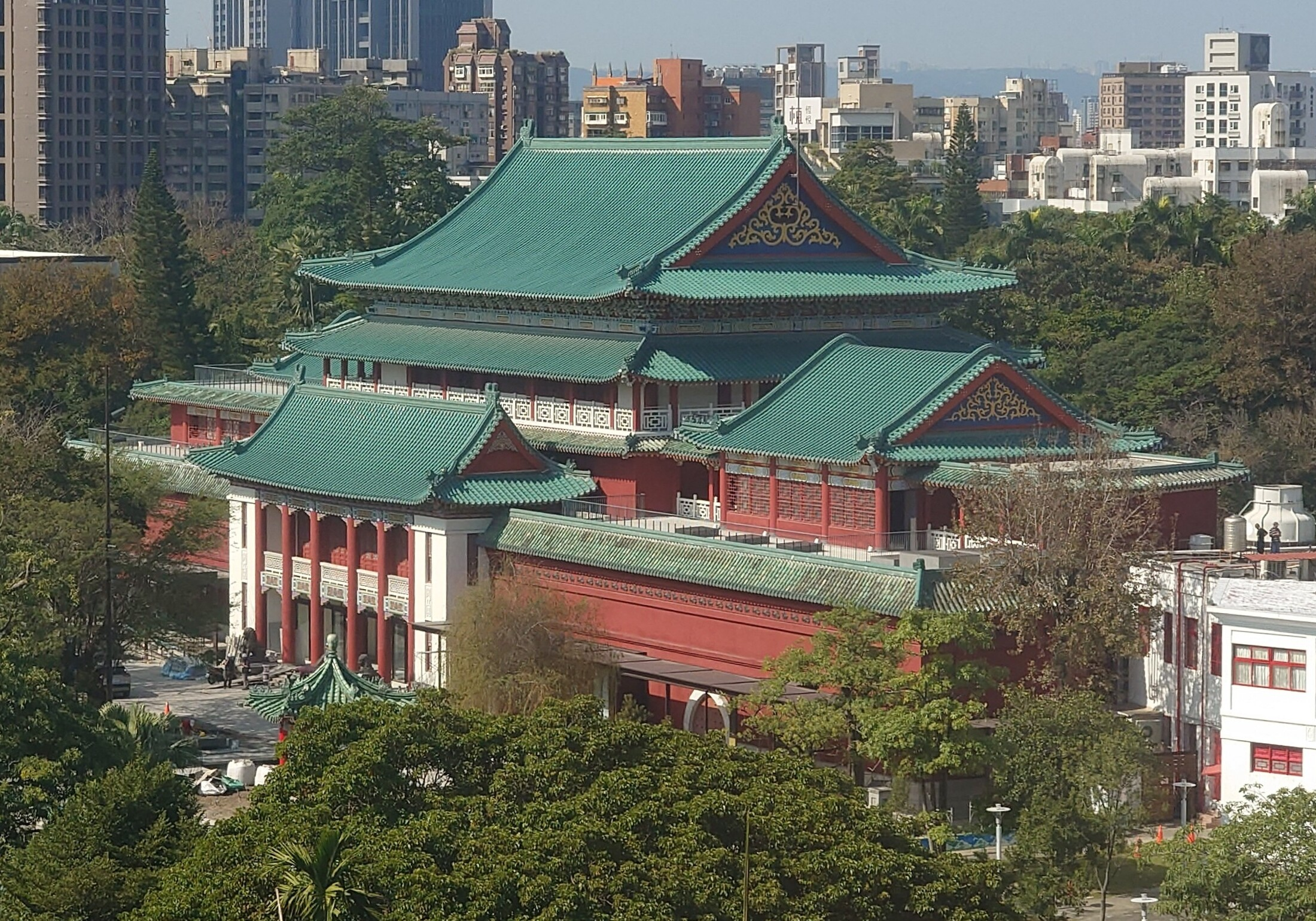
國立歷史博物館

國立歷史博物館，簡稱史博館，最初名為國立歷史文物美術館，位於台灣臺北市中正區南海學園內，是中華民國政府遷臺後成立的第一個公立博物館，部分文物来自原河南博物館（即今河南博物院）。
原址為1916年建成的臺灣總督府物產陳列館，史博館遷入後再原本木樓逐步改建為中國宮殿式建築。近年由於面臨本館館舍空間不足及被指定為歷史建築而難以重建，2018年啟動升級改造計畫，重新整建本館館舍，將行政辦公室及文物庫房遷出外移以最大化現有館舍之展覽空間，至2024年2月重新對外開放。

## 歷史
國立歷史文物美術館

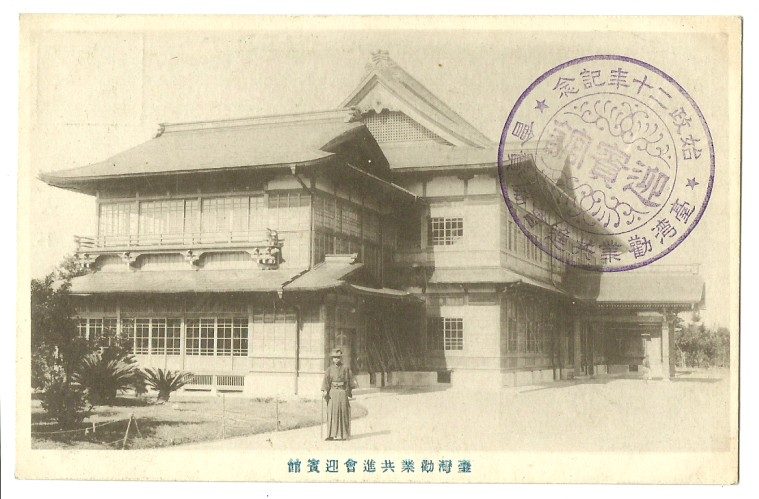
臺灣總督府物產陳列館（原臺灣勸業共進會迎賓館），戰後沿用作為國立歷史博物館址

- 1955年12月4日，教育部部長張其昀倡議創設「國立歷史文物美術館」，教育部聘包遵彭為籌備處主任，包遵彭邀集王宇清、何浩天、姚夢谷籌備建館。
- 1956年3月12日，國立歷史文物美術館正式開館，使用原台北植物園物產陳列所（臺灣勸業共進會迎賓館）為館舍。國立歷史文物美術館開館時，因中華民國政府撥交文物尚未到位，館方亦無經費蒐購文物，故多半展示文物的模型或複製品，[4]被譏為「真空館」（與「真空管」同音）。
- 1956年7月至1957年春，奉令接管前河南省博物館中原文物（包括河南新鄭、安陽、輝縣出土商周時期青銅器、玉器、甲骨文字3,000餘件，洛陽、廣武等地出土之商周漢唐陶器），以及接收第二次世界大戰後日本歸還古物。這兩批文物成為館藏重要基礎。

國立歷史博物館

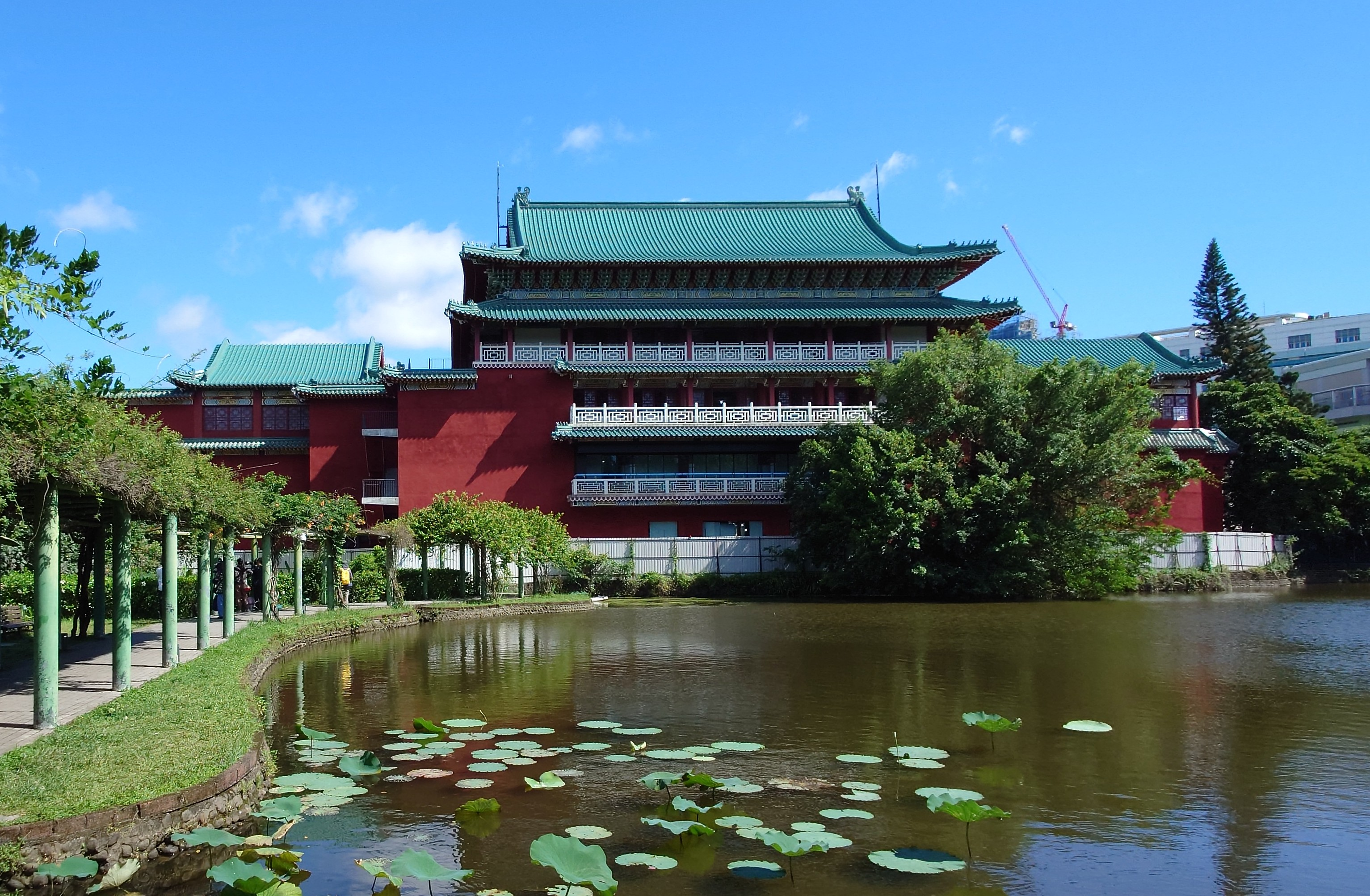
國立歷史博物館背面，與臺北植物園荷花池相鄰

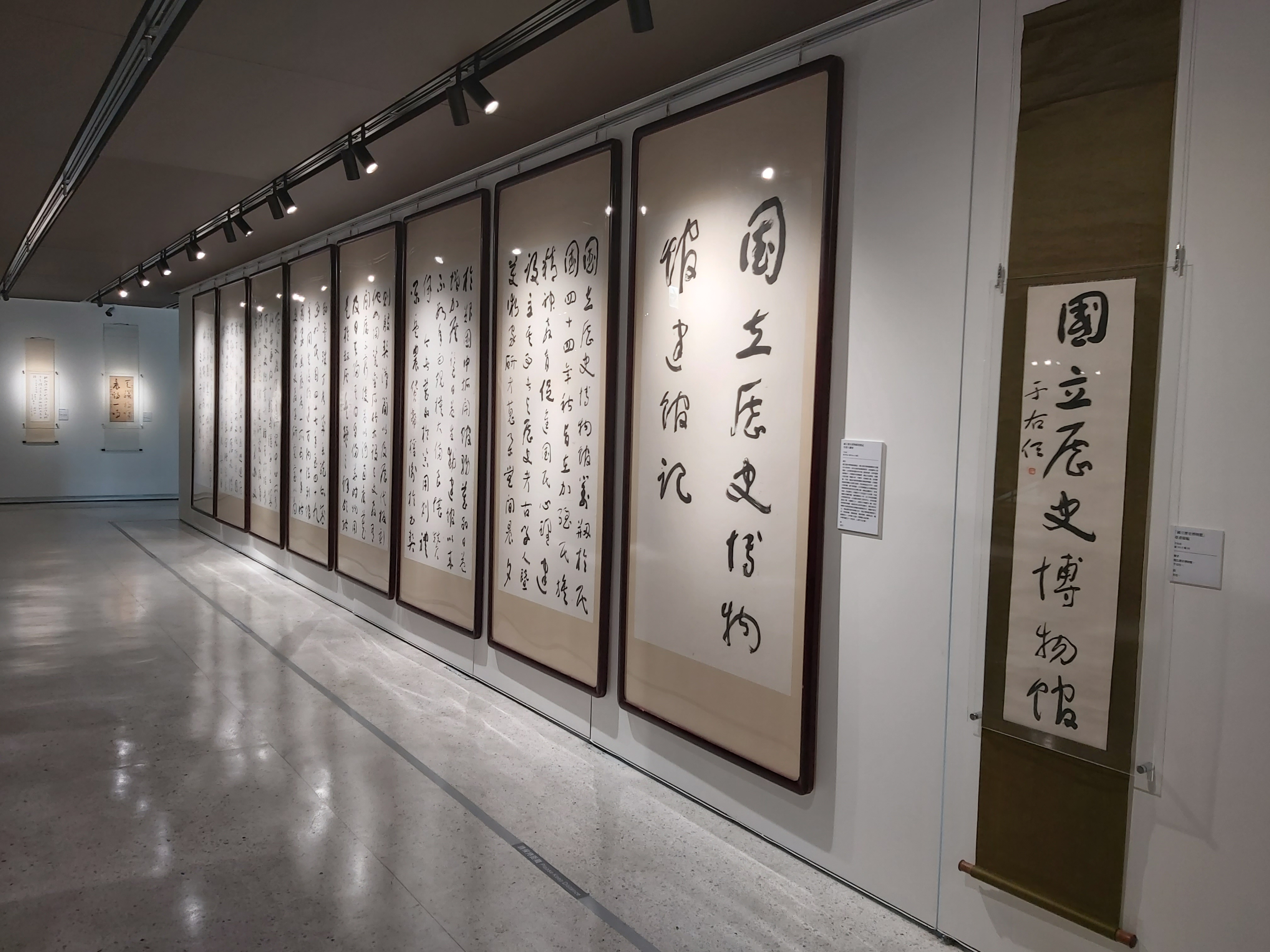
監察院院長于右任手書之建館記

- 1957年，時任中華民國總統蔣中正蒞臨國立歷史文物美術館，並指示國立歷史文物美術館定名為「國立歷史博物館」。10月10日，正式定名為「國立歷史博物館」，隸屬教育部。首次參加第4屆巴西聖保羅雙年展，蕭明賢獲榮譽獎。
- 1958年逐步進行原有館舍改建，增建畫廊及古物陳列室各一所。舉辦藍蔭鼎遊美畫展、張大千畫展等。
- 1959年參加第5屆聖保羅雙年展，秦松獲榮譽獎；參加巴黎首屆國際青年藝術展覽會。

- 1960年，「中國書畫藝術世界巡展」分為中南美組與紐澳歐非中東組，同時巡展於28國。金門戰地政務委員會贈金門縣出土之皇明監國魯王壙誌。世界名畫巡迴展於臺南、高雄、臺中、花蓮等地。美術節意外發生「秦松事件」。
- 1961年，興建「國家畫廊」，發行《國立歷史博物館館刊》，初採不定期出版發行，以館務報導為主。參加第6屆巴西聖保羅雙年展並獲榮譽獎、巴黎第2屆國際青年藝展、中國書畫藝術世界巡展。
- 1962年6月15日，立法院第29會期第28次會議三讀通過《國立歷史博物館組織條例》；同年6月26日，《國立歷史博物館組織條例》公布施行，史博館成為法定機關。同年以中國傳統法式增建展覽大樓門廳，五月畫會現代繪畫赴美國預展。
- 1963年聯合國教育、科學及文化組織中國委員會第3屆委員會成立，推選包遵彭為委員。興建美術教學研究室，擴建國家畫廊，增建中國文字陳列室及中國古代工藝陳列室。舉辦第1屆全國水彩畫展、中華民國第1屆國際攝影展、第20屆美術節美展等。參加第7屆聖保羅雙年展獲優等獎、中國書畫藝術世界巡展紐澳歐非中東組在南非約翰尼斯堡及剛果展出。
- 1964年，中國博物館學會在臺復會。改建三層樓房，增闢二樓陳列室，拓長畫廊。參加美國紐約世界博覽會，展出商周銅器、歷代玉器、石刻、陶器、貨幣等十四類324件。推選韓湘寧及李錫奇代表出席東京舉行之日本第4屆國際版畫展覽會。
- 1965年，中國文化史「北京人頭及復原頭部模型展」，展出周口店、北京人頭骨及復原像、山頂洞人遺物、仰韶彩陶、新石器時代先民居址、雲龍罍等典藏品。參加第8屆巴西聖保羅雙年展。
- 1966年，改造展覽大樓2樓、擴大陳列室，與墨西哥國立歷史博物館以及阿根廷國立東方博物館締結為姊妹館。
- 1967年，增建3樓陳列室，歷年來建築擴增已較創館之初多7倍。舉辦「中華歷史文物南美巡迴展」，包括商周禮樂兵銅器、歷代錢幣、兩漢及宋代玉器等等，赴阿根廷、智利、烏拉圭等國展覽。實施「把知識送上門去」，舉辦國內巡展。參加第9屆巴西聖保羅藝術雙年展
- 1968年，配合中華文化復興運動，聯合國內外學術界發起「維護古蹟文物運動」。在美國舉辦「中華文物展」、參加墨西哥第19屆世界運動會「世界文化展覽中心」中國文化展
- 1969年6月，參加第10屆巴西聖保羅雙年展。
- 1970年，「月球岩石及登月史料特展」：獲美國贈與月表岩石，搭配傳統文學中的月亮題材及近代人類太空科技史展出，吸引35萬人次參觀。奉令製作國際巡展「中華文物箱」，作為我國駐外使館隨時借供留學生或僑團等文化活動，或參加各項小型國際展覽之用。王宇清與姚夢谷、宋文薰等進行國母山遺址田野考古。
- 1971年，展覽大樓整體拆除改建，依據建築師林柏年設計明清風格之宮殿式展覽大樓，以五年分期進行，將中式門樓後方日式木樓拆除改建為地下一層、地上五層的宮殿式外觀建築，並於三樓兩翼增建兩棟側廳與正廳以廊道相連，並於南海路入口增建兩座仿漢闕門柱等。同年辦理「中華文化復興運動展」、籌劃「北京人生態展」。
- 1972年，於臺北松山機場增設畫廊，展出當代名家國畫、西畫等。
- 1973年7月，舉辦「川端康成文藝生涯展」、「客家文物藝術展」、「董作賓甲骨文展」等。
- 1975年，改建展覽大樓工程完成，新大樓為地上五層地下一層鋼筋混凝土建築，本次改建後原日治時期樣貌已全消失，全然變成中國古典式樣宮殿建築風貌。國內展出「唐三彩陶器展」、「中西名家畫展」。國際展出「20世紀中國名家畫展」歐洲巡展，總計巡迴海外8國14個城市。

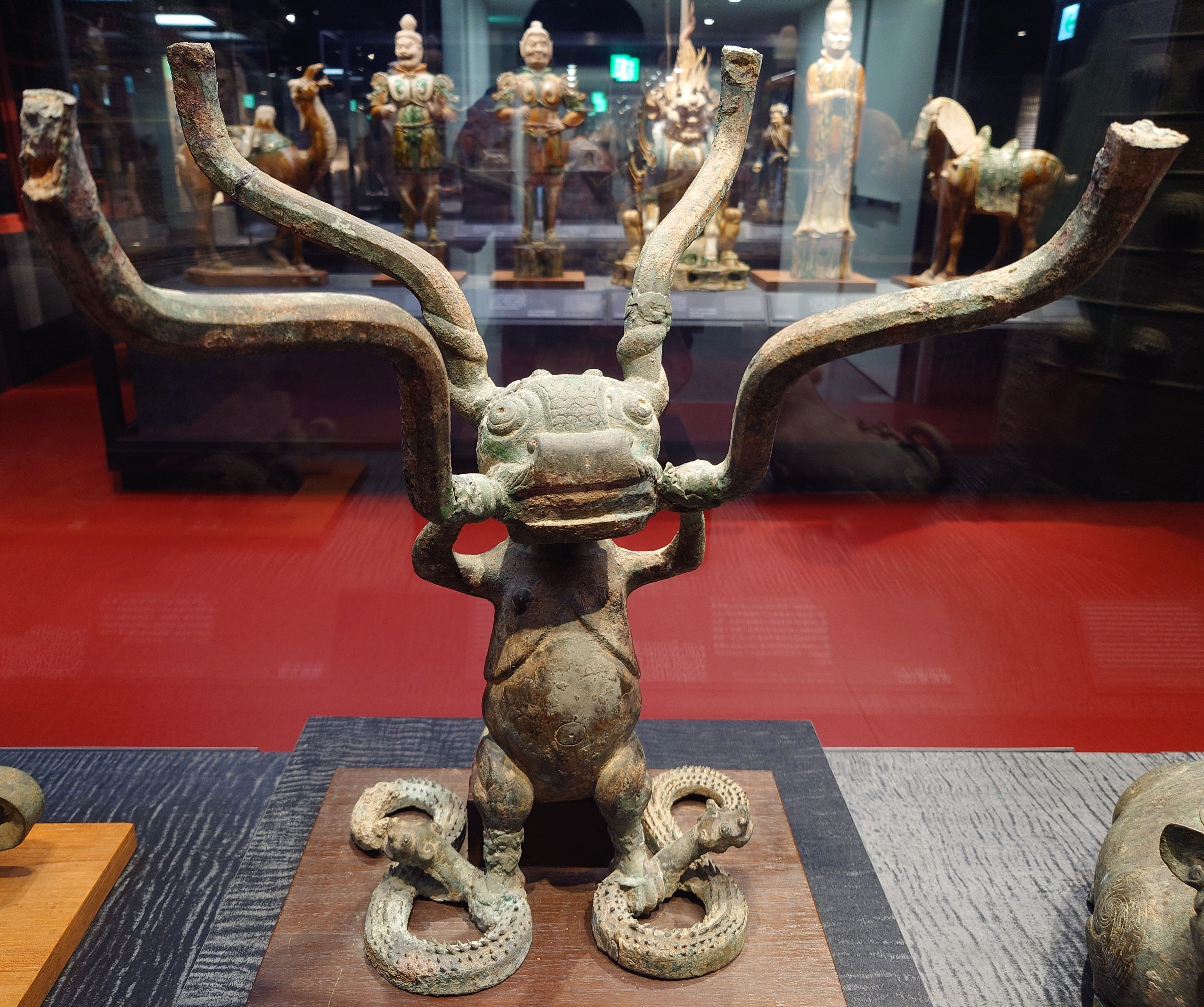
《獸形器座》由史博館典藏，為春秋時期的青銅器也是吉祥物「酷獸」的原型，2011年被指定為中華民國國寶

- 1976年，主辦「亞太地區博物館研討會」，亞太地區會員代表40人參加，研討會主題為「博物館之行政管理及古物保管與修復」。隆重展出「北京人生態展」介紹中國早期文化、舊石器時代北京猿人生態（展至1994年）。
- 1977年，出版《唐三彩圖錄》等書。
- 1978年，策劃「中華民國當代書畫美國巡迴展」，展品除館藏外，又徵集張大千、黃君璧、高逸鴻、劉延濤等21位名家書畫，至美東、美西各大學展出，為期5年。此為中華民國與美國斷交後，首次在美國進行的大型文化交流活動。
- 1979年，與哥斯大黎加國立藝術館締結姊妹館。
- 1980年，策辦「渡海三家：張大千、黃君璧、溥心畬畫展」至新加坡國家畫廊展出。
- 1981年，繪製巨幅大畫「寶島長春圖」：幅長215尺（6607.7公分）、高6尺（182.2公分）之巨作。為慶祝中華民國建國70年，於1981年7月邀集近代水墨名家張大千、黃君璧、張穀年、胡克敏、姚夢谷、范伯洪、蘇峰男、李奇茂、羅芳、羅振賢、蔡友等人全程在本館參與繪製，於翌年1月完成，寫下近代中國水墨畫史重要一頁。除在本館外，其後亦前往高雄、日本上野美術館、香港等地展出。
- 1982年，張大千、黃君璧合繪「慈湖長春圖」
- 1983年，舉辦「南北朝石雕藝術展」
- 1984年，「中國四千年玉器展」於美國斐士那大都會博物館展出，後巡迴美國各大城及瓜地馬拉展出
- 1985年，由美國費城賓州大學博物館出借典藏品至本館展出「古代埃及文物展」。「中國袍服織繡展」赴夏威夷展出。
- 1986年，舉辦「馬雅文物展」，由瓜地馬拉考古博物館提供300件展出。中華民國第1屆陶藝雙年展（陶藝雙年展迄1998年止，共7屆）。《國立歷史博物館館訊》創刊
- 1987年，‧策劃「中華藝術展」於韓國國立現代美術館舉行
- 1988年，「中國古典插花藝術展」巡展於美國
- 1989年，陸續辦理「大陸探親攝影展」、「林風眠90回顧展」
- 1990年，舉辦「郎靜山百齡攝影回顧展」、「胡適百年紀念文物展」。「地方文物系列展」：展出「臺中縣編織工藝館收藏特展」、「苗栗木雕博物館收藏特展」、「臺灣古農器具文物展」等
- 1991年，與華府史密森尼學會沙可樂畫廊 ( Arthur M. Sackler Gallery)合作舉辦「張大千回顧展」
- 1992年，舉辦「1992現代陶藝國際邀請展」、「中日書法聯展」、「清代玉雕藝術歐洲巡迴展」。與大英博物館合作展出「中國古代貿易瓷特展－大英博物館館藏」
- 1993年，舉辦「渡海三家：張大千、溥心畬、黃君璧收藏展」、「董作賓百年紀念展」、「中華民國竹藝南非巡迴展」。舉辦兩岸交流展「李可染書畫展」、「傅抱石畫展」等。舉辦「中國古代貿易瓷展暨國際學術研討會」，邀請英、美、法、德、比、韓、菲及南非等八國聯合展出，大英博物館安德森（Anderson）館長親臨開幕
- 1994年，與德國慕尼黑民俗博物館合作展出「西藏文物展」、與俄羅斯冬宮博物館合作展出「西夏文物特展」、與帝門藝術教育基金會合辦「徐悲鴻畫展」
- 1995年，出版發行《史物叢刊》、《國立歷史博物館學報》；《國立歷史博物館館刊》更名為《歷史文物》雙月刊。義工正式展開服務工作。舉辦「雙玉交輝－潘玉良常玉畫展」等
- 1996年，「將軍一號沉船調查」：在教育部支持下，於澎湖將軍島附近海域進行調查，為國內首次進行之大規模水下考古發掘個案，並為日後澎湖馬公港古沉船調查、發掘及水下文化資產研究計畫（2006）奠下基礎
- 1997年，設置「陳進藝術文化獎」，舉辦「亞太地區博物館館長會議」：包括紐西蘭、韓國、新加坡、夏威夷、馬來西亞等各國代表簽署亞太地區博物館交流協議，以年會方式推動各國博物館文物及學術交流。「黃金印象─奧賽美術館名作特展」展出法國奧塞美術館典藏19世紀至20世紀後印象派油畫展，包括馬內、莫內、雷諾瓦、塞尚、梵谷、高更等大師作品60幅
- 1998年，以館藏文物「中華文物通史展」為常設展，連戰副總統與教育部楊朝祥部長蒞臨參加開幕典禮並致辭。設置「劉延濤書畫獎學金」，獎勵優秀藝術人才致力書法國畫研創活動
- 1999年，舉辦由波羅的海三國，愛沙尼亞、立陶宛及拉脫維亞共同策畫的「波羅的海三國民俗藝術特展」介紹該地區的歷史文化與風土民情。成立「921搶救文物小組」赴中部地震災區協助文物搶救工作，做文字與照片記錄，並將搶救文物修復後公開陳列展示。舉辦「彩墨千山 : 馬白水九十回顧展」
- 2000年，提出「大南海計畫」白皮書，整合南海學園「兵馬俑—秦文化特展」盛況空前，在84天展期中突破105萬人次，平均每日參觀人數達12,000人。為紀念921大地震一週年，舉辦「搶救文物─921大地震災區文物研究展」。策劃「臺灣鄉情水墨畫展」至波羅的海三國之愛沙尼亞、立陶宛及拉脫維亞巡迴展出。改裝40尺貨櫃，推出｢行動博物館」於各縣鄉鎮市巡迴展，將博物館文物送到偏鄉，拉近城鄉差距
- 2001年，與北京中國歷史博物館合作舉辦「張大千繪畫藝術回顧展」，首開國立博物館赴大陸展出先例。參與行政院國科會「國家典藏數位化計畫」及「數位典藏國家型科技計畫」，精選上萬件藏品進行數位化，為國家文化資產的保存與加值應用奠定重要基礎。繼續澎湖水下考古計畫，舉辦「澎湖沉船將軍一號水下考古研究展」，展示本館84、85、87年3次澎湖將軍1號，我國唯一經水下考古之沉船發掘，並出版水下考古成果專輯
- 2002年，「彩筆飛舞空間－馬諦斯特展」
- 2003年，策劃「美的沉思－中國佛雕藝術」特展，應法國巴黎臺北新聞文化中心邀請至巴黎展出歷代佛像典藏。規劃「口述歷史計畫」，建立「前輩書畫家、文化耆老口述歷史資料庫」。設置「林玉山先生美術研究獎金」。
- 2004年，舉辦「禪道與花－2004中華插花藝術展」、「陳雲程百歲書法展」。「92年度優良政府出版服務評獎」榮獲出版服務獎第2組「一等獎」（連續4年獲此殊榮），另獲得「優良政府出版品獎」包括一項圖書出版與電子出版品類。與法國國立文化資產學院舉辦「博物館專業人員教育與人力資源管理學術研討會－臺灣與法國的對話」，借鏡法國博物館專業人員教育、培訓與人力資源管理觀念
- 2005年，舉辦「荒漠傳奇．璀璨再現－敦煌藝術大展」展品主要來自大陸敦煌研究院、法國吉美博物館及國立故宮博物院。與河南博物院合作辦理「輝縣琉璃閣甲乙墓器物研究展」，展出於1936年在河南輝縣出土春秋時期館藏青銅器、玉器200餘件，係40年來首次對此批古物進行整理研究。該年逢建館50週年，館方特別舉辦「史博十景」票選活動，從20個景點中選出10個景點，包括「闕門深院」、「畫樓燈夜」、「瓊宇浴月」、「池畔觀月」、「瓊樓儷影」、「麗影臨池」、「老樹臨風」、「忘言軒聽荷」、「荷風閣賞荷」、「挹翠樓攬勝」等景，其中以「池畔觀月」名列第一。[5]
- 2006年，舉辦「百慧藏坤:陳慧坤教授百歲誕辰特展」。榮獲「第6屆兩岸專業交流績優團體」藝文文教類優良團體獎。
- 2007年，引進國際展「妮基的異想世界」、「兵馬俑」、「菲越泰印－東南亞民俗文物」，國內舉辦「李霞的人物畫」、「偶戲之美」、「魏清德舊藏書畫捐贈展」等。召開典藏文物暫行分級相關會議共7次，審查確定提報之國寶、重要古物件數。國立歷史博物館全球資訊網全新登場
- 2008年，舉辦「驚豔米勒－田園之美畫展」，引進法國奧塞美術館首次以典藏的米勒畫作所策劃的海外特展，名作《拾穗》與《晚禱》首度於臺灣同時亮相。
- 2009年，引進國際展「燃燒的靈魂－梵谷展」、「中非傳統兵器文物展」、「新疆文物展」、「微笑彩俑－漢景帝的地下王國」等；國內舉辦「1949－新臺灣的誕生」、「張大千110－書畫紀念特展」等
- 2010年，兩岸交流展：「英雄再起－大三國特展」 。辦理「教育部部屬社教館所推動─2010年世界博物館日聯合記者會」，以「博物館致力於社會和諧」為2010年世界博物館日的主題，委託本館聯合行銷518世界博物館日
- 2011年，引進國際展「美夢成真－迪士尼經典動畫藝術」展。兩岸交流展：「大清盛世－瀋陽故宮文物展」、「墨韻風華－近現代水墨書畫大師作品特展」於河南博物院展出；「中國玉器五千年－國立歷史博物館館藏精品展」於聖安東尼市「臺灣年」系列活動中展出。文化部公告「獸形器座」等5件古物指定為國寶，「瓏」等25件指定為重要古物。舉辦「博物館2011認同─國家博物館與認同政治」國際學術研討會
- 2012年5月20日，文化部成立後史博館改隸該部，同日施行組織法新增「文創行銷組」。響應文化部航海節當日所舉辦的自由中國號歡迎活動，規劃「海洋臺灣—自由中國號與將軍一號展」。舉辦「博物館2012—博物館與社會包容」國際學術研討會。引進國際展「小小羅浮宮－種田楊平的美術世界」展
- 2013年，榮獲第5屆政府服務品質獎優等。舉辦義大利「米開朗基羅—文藝復興巨匠再現」特展。「福爾摩沙—臺灣的生活與文化展」在韓國釜山展出臺灣藝術文化風貌。與中華郵政總局合作發行典藏「清代花鳥刺繡橫披」郵票、「溥心畬月曆」，發行溥心畬花鳥主題月曆，與系列周邊商品以雙品牌模式發行。馬英九總統蒞館參加「女人．小鳥．星星－米羅特展」開幕。策劃「萬里江山頻入夢—兩岸張大千辭世30週年紀念展」巡迴首展於深圳博物館開幕，之後至吉林省博物館、四川博物院與本館巡迴展出。辦理「觀光與轉變中的文化資產價值—仿古以開創未來」國際研討會
- 2014年，首創推出「公益文創—琉璃亮點計畫」，與「勝利手工琉璃庇護生產中心」（傳玻者）合作整合民間企業、藝術界與社會團體，運用三方資源與專業推動公益文創平臺。舉辦｢徐冰與孩子們的『木林森』計畫－臺灣」特展。
- 2015年，大南海初期計畫獲行政院核定，正式推動
- 2016年，與姊妹館河南博物院舉辦｢兩岸唐三彩交流展」
- 2017年，奉行政院核定修正「國立歷史博物館升級發展計畫」，務實推動各分項計畫，預計自2018年至2020年閉館。文化部委託「辦理完備文化部典藏網藏品資料計畫」。辦理「相思巴黎—館藏常玉展」、「美國德州畢卡索—想像中的人物肖像畫展」、「洞悉所有—七感體驗時尚特展」、「此時．彼刻—臺灣近現代寫真」、「舊文物．新眼光—喜新戀舊會客室」、「玉意深遠─中原古代玉器文化展」、「經綸再現－蘇州宋錦文化展」。博物館2017：新科技應用國際論壇及工作坊。

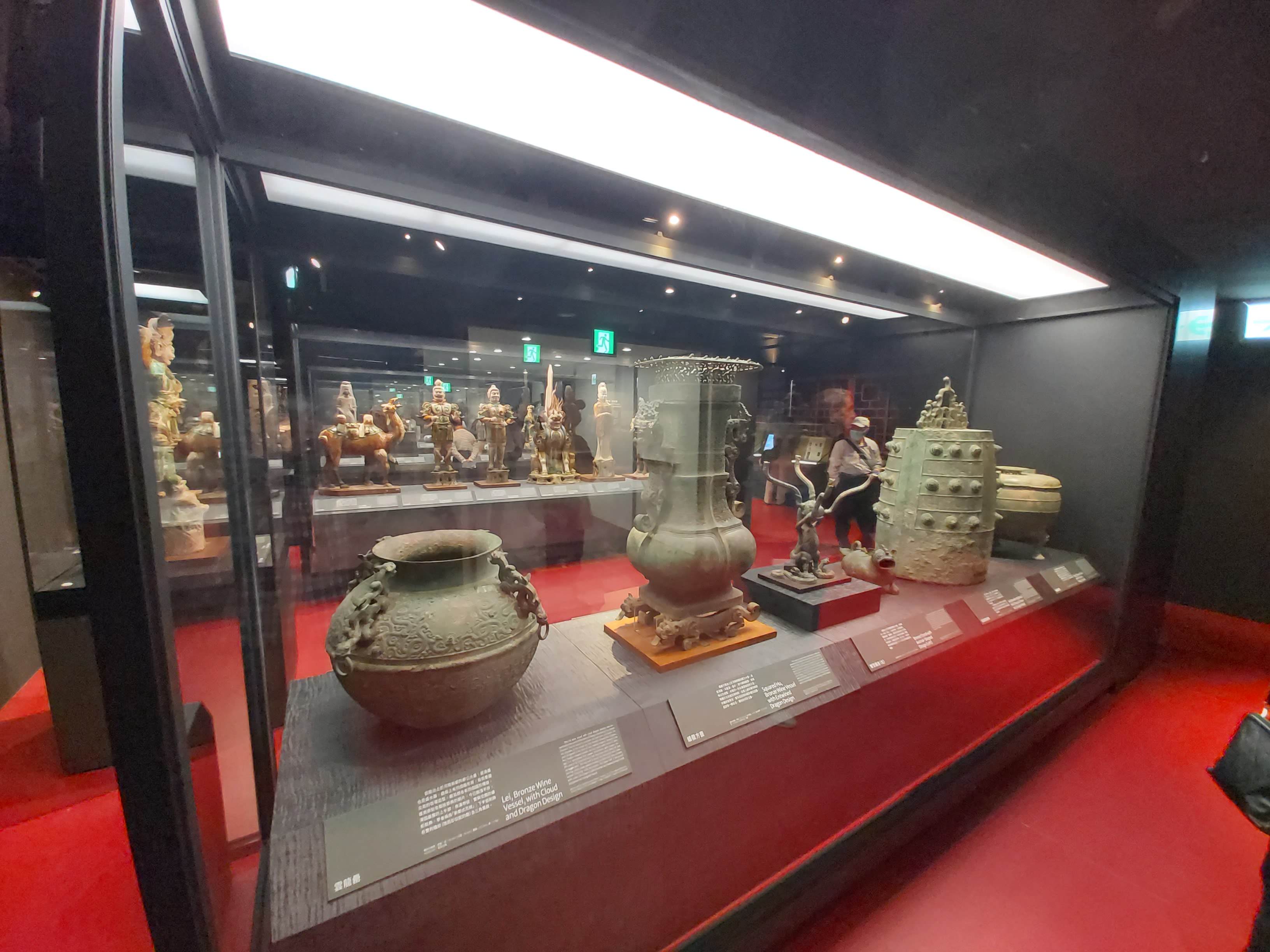
2024年經整建後的常設展廳

- 2018年1月，辦理「過盡千帆—王攀元繪畫藝術展」、｢國立歷史博物館回顧與前瞻座談會」、｢小別系列活動」、｢再品牌化計劃」。7月1日，開始進行閉館整建工作，不對外開放參觀。在閉館期間，館內文物暫遷至國立故宮博物院（含南部院區）、國立臺灣美術館、中央研究院歷史語言研究所等處庫房安置。
- 2024年2月，整建完成重新開館，於2月21日正式開放參觀。

## 歷任館長
| 任別 | 姓名   | 就任時間   | 卸任時間   | 備註                         |
| ---- | ------ | ---------- | ---------- | ---------------------------- |
| 1    | 包遵彭 | 1956年3月  | 1969年5月  |                              |
| 2    | 王宇清 | 1969年5月  | 1973年7月  |                              |
| 3    | 何浩天 | 1973年7月  | 1985年10月 |                              |
| 4    | 李鼎元 | 1985年10月 | 1986年2月  | 代理                         |
| 5    | 陳癸淼 | 1986年2月  | 1990年2月  |                              |
| 6    | 陳康順 | 1990年2月  | 1995年2月  |                              |
| 7    | 黃光男 | 1995年2月  | 2004年7月  |                              |
| 8    | 黃永川 | 2004年7月  | 2005年7月  | 副館長兼代                   |
| 9    | 曾德錦 | 2005年8月  | 2006年2月  |                              |
| 10   | 黄永川 | 2006年3月  | 2010年1月  |                              |
| 11   | 張譽騰 | 2010年1月  | 2017年1月  |                              |
| 12   | 陳登欽 | 2017年1月  | 2018年1月  | 文化部文化資源司司長兼任     |
| 13   | 陳濟民 | 2018年1月  | 2018年2月  | 代理                         |
| 14   | 廖新田 | 2018年2月  | 2022年1月  |                              |
| 15   | 梁永斐 | 2022年2月  | 2023年7月  |                              |
| 16   | 王長華 | 2023年8月  | 2024年7月  | 原國立臺灣史前文化博物館館長 |
| 17   | 王逸群 | 2024年7月  | 2024年11月 | 副館長兼代                   |
| 18   | 洪世佑 | 2024年11月 | 現任       | 原 國立臺灣博物館館長        |

## 組織架構
- 館長
  - 副館長
    - 主任秘書

單位
- 研究組
- 展覽組
- 典藏組
- 文創行銷組
- 教育推廣組
- 祕書室
- 主計室
- 人事室

## 藏品
- 國立歷史博物館藏品

## 外部連結
- 國立歷史博物館（页面存档备份，存于）（繁體中文）（英文）（日語）
- 國立歷史博物館—文化部文化資產局（页面存档备份，存于）
- 國立歷史博物館建館記草書八聯屏—文化部文化資產局（页面存档备份，存于）
- 國立歷史博物館—交通部觀光署（页面存档备份，存于）
- 國立歷史博物館的Facebook專頁
- YouTube上的國立歷史博物館頻道